# ددشات
ددشات (به انگلیسی: Deadshot) با نام اصلی فلوید لاؤتون، یک شخصیت خیالی ضد قهرمان در کتاب‌های کامیک آمریکایی منتشر شده توسط دی‌سی کامیکس است که اغلب به عنوان دشمن شخصیت های بتمن و گرین ارو محسوب می‌شود. شخصیت ددشات توسط لی اسکوارتز و دیوید ورن رید خلق شده‌است که اولین بار در ژوئن/ژوئیه ۱۹۵۰ در شمارهٔ ۵۹ کمیک‌های بتمن حضور داشت. او یک تروریست و تیرانداز حرفه ایست.

## ظاهر
ددشات معمولاً نقابی پارچه‌ای یا فلزی به رنگ سفید یا سرمه ای دارد که مجهز به عدسی چشمی سایبرنتیک سرخ رنگ برای دید و هدف گیری بهتر است. وی اغلب کت پارچه‌ای می‌پوشد و به انواع اسلحه مجهز است. ددشات در بازی‌های بتمن: ریشه‌های آرخام و بتمن:شهر آرخام با لباسی کشی به رنگ قرمز و سرمه ای حضور پیدا کرد.

## زندگی و سرگذشت
فلوید پسر جوانی بود که با پدر و برادرانش زندگی می‌کرد. وقتی پدرش برادر مورد علاقه‌اش را می‌زند از عصبانیّت با اسلحه سعی در قتل پدرش می‌کند اما به اشتباه برادرش را می‌زند و می‌کشد. از آنجا فرار می‌کند و تصمیم می‌گیرد تیراندازی‌اش را تقویت کند. او سپس به لیگ زیرزمینی جنایتکاران می‌پیوندد و به قتل می‌پردازد. در کمیک‌ها تنها کسی که توانسته از تیرهای او جان سالم به در ببرد، بتمن است.

## تلویزیون
مجموعه انیمیشنی لیگ عدالت (به انگلیسی:The Justice league)
مجموعه تلویزیونی Arrow با بازی Michael Rowe
سینمایی جوخه انتحاری با بازی ویل اسمیت

## انیمیشن
انیمیشن شوالیه گاتهام (به انگلیسی: The Gotham knight) سال ۲۰۰۸انیمیشن‌ جوخه‌ خودکشی:دردسر بزرگ(به‌انگلیسی Soykidskad:Heltopey)سال۲۰۱۸
جوخه خودکشی: حمله به آرخام (assault on Arkham) سال ۲۰۱۴

## بازی
- بازی بتمن (نینتندو)
- بازی بتمن:شهر آرخام (به انگلیسی:Batman:Arkham city) در این بازی از طرف هوگو استرنج برای قتل استخدام شده‌است و صداگذاری او بر عهده کریس کوکس است.
- بازی لگو بتمن ۱ و ۲و۳ (به انگلیسی: lego batman 1 and 2)
- بازی بتمن: ریشه‌های آرخام (به انگلیسی: batman arkham origins) در این بازی از طرف بلک ماسک برای قتل بتمن استخدام شده بود.
- بازی اینجاستیس 2 ( به انگلیسی : Injustice 2 )

## فیلم
حضور برای اولین بار در سریال آررو (Arrow) سال ۲۰۱۲ (که از شبکهٔ سی دابلیو در حال پخش است).
ددشات در قسمت سوم این سریال (از فصل ۱) به عنوان یک مزدور بوسیلهٔ شخصی مأمور می‌شود تا سران شرکت‌های بزرگ را که برای مزایده‌ای در یک ساختمان، جلسه گذاشته‌اند به قتل برساند که توسط شخصیت اصلی فیلم یعنی اولیور کویین که شخصیتی شبیه به رابین هود دارد دستگیر می‌شود.
این شخصیت در فیلم های اصلی بتمن حضور ندارد و تنها فیلم سینمایی که در آن این شخصیت حضور دارد جوخه انتحار با بازی ویل اسمیت است.